# Абаканска степ
Абака̀нската степ (на руски: Абаканская степь) е степ в източната част на Република Хакасия, заемаща западната част на Минусинската котловина.
Разположена е между река Енисей на изток и нейния ляв приток Абакан на югоизток и склоновете на Абаканския хребет на северозапад с дължина от югозапад на североизток около 130 km и ширина от 15 до 50 km. Релефът е равнинен, а в западните части – хълмист. Надморска височина от 200 m на североизток до 500 m на запад и югозапад. Изпъстрена е с множество малки езера, като най-голямо е Улугкьол. Представлява типична коило-типчакова степ, с преобладаващи кафяви почви. В южните части има южни черноземи с участъци от солонци. Земите частично се използват за земеделие.
В североизточната ѝ част са разположени градовете Абакан (столица на Република Хакасия) и Черногорск и селищата от градски тип Уст Абакан и Пригорск, а на югозапад сгт Аскиз. През югоизточната и южната ѝ част преминава участък от жп линията Канск – Абакан – Новокузнецк, а през централната ѝ част – жп линията Абакан – Ужур – Ачинск. През северозападната ѝ част преминава участък от федерален път М54 Красноярск – Абакан – Кизил, а през югоизточната – участък от път А161 Абакан – Ак Довурак – Кизил.

## Топографски карти
- N-46 М 1:1000000[2]